# Labidochromis joanjohnsonae
Labidochromis joanjohnsonae (Synonyme: Pseudotropheus joanjohnsonae, Melanochromis joanjohnsonae) ist eine Buntbarschart die endemisch bei der Insel Likoma im ostafrikanischen Malawisee vorkommt. Durch den Menschen wurde die Art bei der Insel Thumbi West ausgesetzt. Johnson, der Autor der Erstbeschreibung, benannte die Art nach seiner Ehefrau. Im Aquaristikfachhandel wird die Fischart teilweise unter der Bezeichnung „Perle von Likoma“ angeboten.

## Merkmale
Labidochromis joanjohnsonae kann eine Gesamtlänge von zehn cm erreichen, hat einen gestreckten, seitlich leicht abgeflachten Körper und einen ausgeprägten Geschlechtsdimorphismus. Männchen sind von intensiv blau irisierender Grundfärbung. Bei bestimmten Stimmungen (Balz, Angst, in der Nacht) können sie sieben bis neun dunkle Querbänder zeigen. Die blaue Rückenflosse ist weiß bis hellblau gesäumt, darunter liegt eine schwarze bis blauschwarze Längsbinde. Im hinteren Bereich hat die Rückenflosse gelbe bis orange Punkte die den Eiflecken der Afterflosse ähneln. Die Afterflosse ist an der Basis, im weichstrahligen Abschnitt und am Rand hellblau, im Übrigen schwarz. Auf der Afterflosse befinden sich drei bis sieben Eiflecke. Die Brustflossen sind transparent, die Bauchflossen schwarz mit einer hellblauen Vorderkante. Die Schwanzflosse ist blau, hell gesäumt und manchmal orange gefleckt.
Weibchen und Jungfische sind perlmuttartig graugrün bis blaugrün und zeigen auf den Seiten einige orange bis ockerfarbene, wellenförmige Längsstreifen. Die Kiemendeckel sind leuchtend blau gefärbt, die Rückenflosse grün. Wie bei den Männchen befinden sich im hinteren Bereich orange, den Eiflecken der Afterflosse ähnelnde Punkte. Die Afterflosse ist an der Basis transparent, sonst orange und hat zwei bis drei rote Eiflecke. Die Brustflossen sind transparent, die Bauchflossen orange mit einem weißen Vorderrand. Die Schwanzflosse ist orange gefleckt.
- Flossenformel: Dorsale XVI–XVIII/8–9, Anale III/7–8.
- Schuppenformel: mLR 30–32, SL 20–24/8–12.

Wie alle haplochrominen Buntbarsche ist Labidochromis joanjohnsonae ein ovophiler Maulbrüter, bei dem das Weibchen die Brutpflege übernimmt.